# 1917 Cuyo
1917 Cuyo este un asteroid din grupul Amor, descoperit pe 1 ianuarie 1968 de Carlos Cesco și A. Samuel.